# انعکاس (فیلم)
انعکاس نام فیلمی ساختهٔ رضا کریمی است که در سال ۱۳٨۷ ساخته شد و به نمایش درآمد.

## عوامل
- تهیه‌کننده: سعید حاجی میری
- فیلمنامه: محمدهادی کریمی
- تدوین: سعید حاجی میری
- مدیر فیلمبرداری: فرج حیدری
- طراح لباس و صحنه: سیامک احصایی
- چهره‌پردازی: مهرداد میرکیانی
- صدابردار: اصغر شاهوردی
- عکاس: اکبر اصفهانی
- محل و زمان فیلمبرداری: اصفهان، تهران، ۱۵/۰۱/۱۳۸۶
- زمان: ۱۰۰ دقیقه
- تاریخ اکران: ۲۳/۳/۱۳۸۷

## بازیگران
- مهناز افشار
- کامبیز دیرباز
- حمید گودرزی
- شهره قمر
- بیتا سحرخیز
- رضا رضوی

## داستان فیلم
«انعکاس» داستان زوج جوانی است (با بازی دیرباز و افشار) که هرکدام بی اراده در معرض آزمون سخت اثبات وفاداری قرار می‌گیرند. آنها تنها دوراه پیش رو دارند. انتخاب نهایی هریک از آنها، انعکاسی را در زندگی مشترکشان رقم خواهد زد.